# قرنة (رياضيات)

قرنة مألوفة في نقطة (0، 0) على قطع مكافئ نصف تكعيبي x^{3}–y^{2}=0

القُرْنَة أو رأس مُؤنَّف (بالإنجليزية: Cusp)‏، هي نقطة في منحنى حيث نقطة متحركة أخرى على هذا المنحنى تضطر إلى الوقوف لكي تواصل طريقها.
بالنسبة لمنحنى مستو معرف بالمعادلة الوسيطية التحليلية التالية:
{\displaystyle {\begin{aligned}x&=f(t)\\y&=g(t),\end{aligned}}}
قرنة هي نقطة حيث مشتق اشتقاقا الدالتين f و g ينعدمان وغيره.